# Massacro di Naarden
il Massacro di Naarden fu un episodio della guerra degli ottant'anni che ebbe luogo a Naarden tra la popolazione della città di Naarden e le truppe spagnole. Il massacro venne commesso da soldati spagnoli al comando di Fadrique Álvarez de Toledo y Enríquez de Guzmán contro la popolazione locale come parte di una spedizione punitiva contro i ribelli olandesi. La distruzione della città galvanizzò i ribelli olandesi, portandoli a continuare la loro guerra d'indipendenza contro la Spagna.

## Antefatto
Durante la guerra degli ottant'anni, Guglielmo I d'Orange guidò la rivolta dei Paesi Bassi contro il governo di Filippo II di Spagna. Dopo anni di successi militari nei Paesi Bassi meridionali e nelle Fiandre da parte degli spagnoli, nel 1572 gli spagnoli avevano perso la città di Brielle a favore dei ribelli olandesi. La cattura di Brielle fece sì che altre città protestanti olandesi si unissero alla causa dei ribelli olandesi contro la Spagna. Per tutta risposta, Filippo II ordinò a Fernando Álvarez de Toledo, il governatore spagnolo dei Paesi Bassi, di reprimere la rivolta e restaurare l'autorità spagnola nell'area.
Álvarez de Toledo pianificò di ristabilire il governo spagnolo nei Paesi Bassi catturando le città in rivolta una per una e sconfiggendo in loro i militanti protestanti. Per questo fine, de Toledo organizzò una spedizione punitiva condotta da soldati e mercenari contro quelle stesse città che pure in molti casi, per paura di ritorsioni, ora si piegavano alla volontà della Spagna. I soldati al soldo della Spagna erano mal pagati, e sovente si ricorda come lo stesso de Toledo fosse solito risarcirli consentendo loro di compiere razzie nelle città dove l'armata si trovava a passare, col fine anche di demoralizzare la popolazione olandese. Nell'autunno del 1572, il governatore de Toledo ordinò a suo figlio Fadrique Álvarez de Toledo y Enríquez de Guzmán di prendere alcune città perché servissero d'esempio per le altre, dando inizio ad una campagna che divenne nota storiograficamente come la "furia spagnola". il 2 ottobre l'esercito spagnolo saccheggiò Malines, dove i soldati razziarono la città per tre giorni, uccidendo diverse centinaia di persone. La città di Zutphen venne attaccata poco dopo e subì una sorte simile il 14 novembre.

### Il massacro di Naarden
Anche a Naarden giunse la notizia della caduta di Mechelen e di Zutphen. La città era impreparata ad un assalto e pertanto una delegazione di cittadini iniziò i negoziati con gli spagnoli. Venne concordato col generale Julián Romero che Naarden avrebbe aperto i propri cancelli a una piccola guarnigione, avrebbe consegnato i viveri agli spagnoli ed ogni cittadino avrebbe giurato fedeltà al re di Spagna. Al contrario, l'esercito spagnolo entrò tutto quanto nella città il 22 novembre, posizionandosi nella piazza principale della città. La popolazione di Naarden venne convocata con la forza e quindi condotta nella chiesa e nel municipio cittadini. L'esercito spagnolo a quel punto diede fuoco alle strutture ed iniziò a saccheggiare la città. Diverse centinaia di persone morirono nell'incendio, mentre altre centinaia vennero uccise nella piazza o nelle loro case. Circa 60 degli originari 3 000 abitanti di Naarden sopravvissero al massacro e lo stesso de Toledo disse nel suo rapporto a re Filippo II che "nessun essere vivente riuscì a fuggire". Diversi giorni dopo, l'esercito spagnolo obbligò dei contadini provenienti dalla vicina città di Gooiland per demolire le strutture rimanenti della città ormai in rovina.

### Conseguenze
La notizia del sacco di Naarden si diffuse rapidamente e rinvigorì ulteriormente la lotta condotta dai ribelli olandesi contro le forze spagnole anziché intimidirle come il duca d'Alba pensava di fare.